# انفجاری ملازی واک‌دار
انسدادی ملازی واکدار یا انفجاری ملازی واکدار یک صامت است که در گفتار برخی از زبان‌های جهان به کار می‌رود. نماد این همخوان در الفبای آوانگاری بین‌المللی ⟨ɢ⟩  است.